# 20. вечити дерби у фудбалу
20. вечити дерби у фудбалу је фудбалска утакмица одиграна у Београду 2. јуна 1957. године, између Црвене звезде и Партизана. Утакмица се завршила резултатом 1 : 0 (1 : 0) за Партизан.